# Llatí eclesiàstic
Llatí eclesiàstic (també anomenat Llatí litúrgic o Llatí de l'Església) és una denominació que es refereix a l'idioma llatí, tal com és usat en els documents de l'Església Catòlica i en la litúrgia llatina.
Es distingeix del Llatí clàssic per algunes variacions en el lèxic, per la introducció de nous modismes i noves paraules, per una sintaxi simplificada i una pronunciació italianitzada.
L'origen es pot buscar en el sermo cotidianus ('parlar quotidià'), una barreja del llatí clàssic i del llatí vulgar. A partir d'August es va iniciar la decadència del llatí clàssic, i va anar desapareixent la diferència entre la prosa i la poesia. El llatí vulgar era el que s'usava majoritàriament, i l'Església va veure la necessitat de crear un llenguatge propi. A més, l'Evangeli s'explicava tot predicant, amb la paraula, i s'havia d'usar un llenguatge comprensible per a tothom. Agustí d'Hipona diu: «Sovint faig servir paraules que no són llatines i ho faig perquè m'entengueu. Millor que incorri en la culpa dels gramàtics que no ser entès. pel poble» A mitjans del segle iii la comunitat cristiana de Roma parlava majoritàriament grec i celebraven la litúrgia en grec. Els teòlegs i els apologistes van escriure en grec fins a l'època d'Hipòlit de Roma, mort l'any 235. El grec va donar pas al llatí, sobretot a partir de Tertul·lià, que, encara que va escriure alguns tractats en grec, després va escriure només en llatí, la llengua compresa per la majoria de fidels. Segons Jeroni d'Estridó, el papa Víctor I va ser el primer en escriure en llatí.
El llatí eclesiàstic usat en obres teològiques, ritus litúrgics i proclamacions dogmàtiques varia en estil: és sintàcticament simple en la Bíblia Vulgata, hieràtic en el Cànon Romà de la Missa, ters i tècnic en l'obra de Tomàs d'Aquino Summa Theologica, i Ciceronià en l'encíclica Fides et Ratio del Papa Joan Pau II. El llatí eclesiàstic és l'idioma oficial de la Santa Seu i l'únic sociolecte que sobreviu del llatí parlat.